# Dorfkirche Krassig

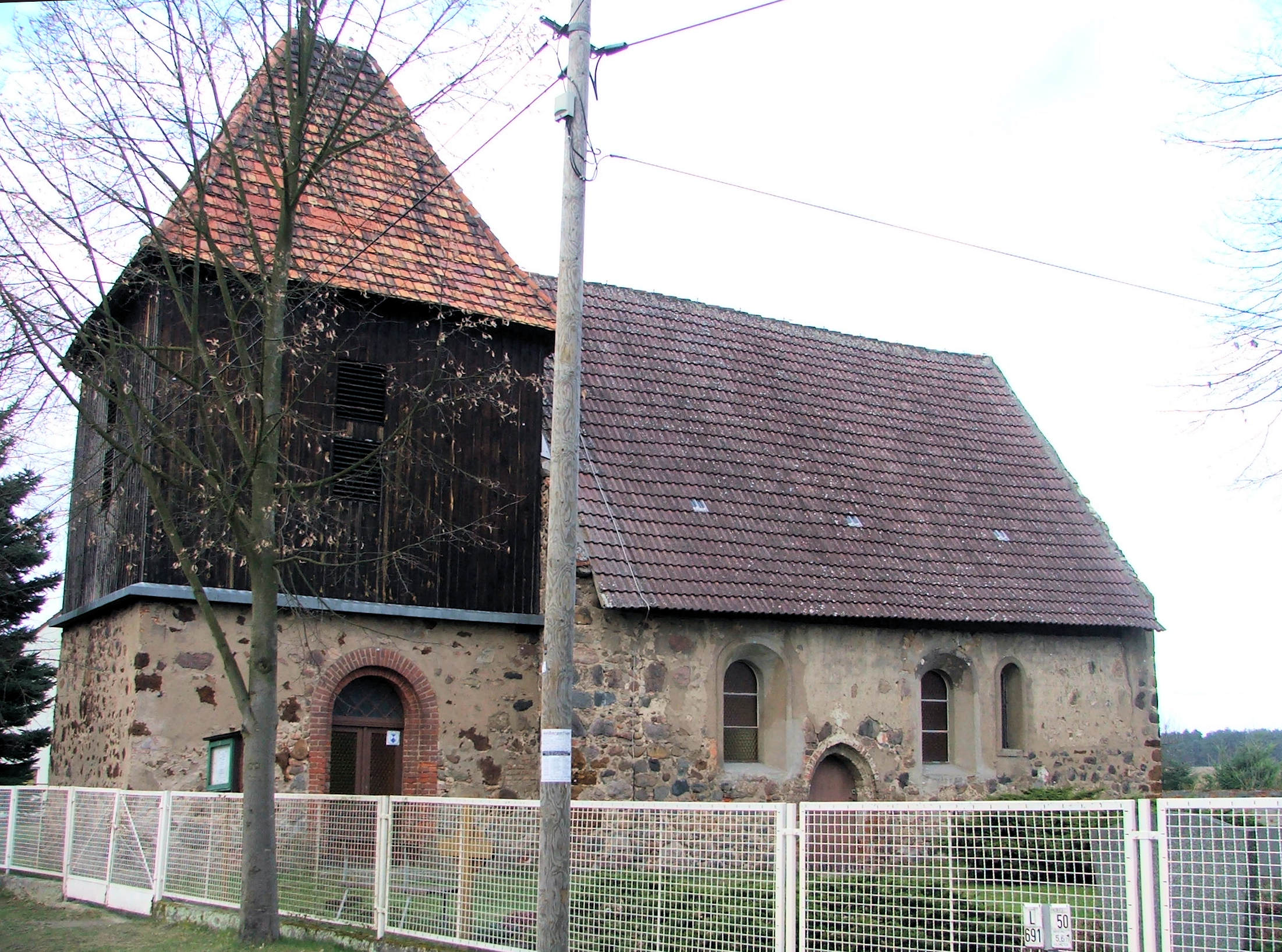
Dorfkirche Krassig

Die evangelische, denkmalgeschützte Dorfkirche Krassig steht in Krassig, einem Gemeindeteil der Stadt Schlieben im Landkreis Elbe-Elster von Brandenburg. Die Kirche gehört zum Kirchenkreis Bad Liebenwerda der Evangelischen Kirche in Mitteldeutschland.

## Beschreibung
Die Saalkirche aus unregelmäßig behauenen Feld- und Raseneisensteinen stammt aus der Zeit vom Ende des 13. Jahrhunderts. Das Erdgeschoss des Kirchturms im Westen des Langhauses wurde im 18. Jahrhundert mit einem Geschoss aus mit Brettern verkleidetem Holzfachwerk zur Unterbringung des Glockenstuhls für die 1690 gegossene Kirchenglocke aufgestockt und mit einem Walmdach bedeckt. Das Portal an der Südwand des Kirchturms hat ein rundbogiges Gewände aus Backsteinen.
In den Innenraum des Langhauses, der Emporen an der West- und Nordseite hat, wurde 1970 eine Flachdecke unter die alte Decke eingezogen. Zur Kirchenausstattung gehört ein Flügelaltar vom Ende des 15. Jahrhunderts, in dessen Schrein sich in der Mitte ein Marienbildnis befindet, flankiert von Statuen Jakobus des Älteren und einer weiblichen Heiligen. In den zweizonigen Flügeln sind Johannes der Evangelist, Bartholomäus sowie Anna selbdritt und die Heilige Katharina dargestellt.